# Larryleachia tirasmontana
Larryleachia tirasmontana är en oleanderväxtart som först beskrevs av Plowes, och fick sitt nu gällande namn av D.C.H. Plowes. Larryleachia tirasmontana ingår i släktet Larryleachia och familjen oleanderväxter. Inga underarter finns listade i Catalogue of Life.